# Tap Tap
A Tap Tap  egy zeneközpontú videójáték-sorozat, mely főleg iOS platformon elérhető. (A Tap Tap Revenge 4 elérhető Androidra is.) A játék fejlesztését és kiadását egyaránt a Tapulous cég végzi. Egyénisége, hogy a fő játékokat ingyenesen lehet letölteni, de különböző prémium tartalmakért már fizetni kell. A játékból 3 verzió jelent meg, az első 2008. július 11-én. A játék eredetileg csak feltört iPhone-ra volt elérhető (az App Store hiányában), de a 2.0-s iOS bejelentése után hivatalosan is le lehetett tölteni. A játék célja, hogy a képernyőn (a zene ritmusára) három sávban érkező színes golyókat meg kell tapintani, amint elérte a képernyő alját. Fontos, hogy ha nem volt tapintva egy golyó, akkor hibaként könyveli el, és a szorzó visszacsökken 1x-ra.

## Játékmenet
A játék a Konami Dance Dance Revolution után született meg, Tap Tap Revolution néven. A játékos az ujját használja, hogy megtapintsa golyókat, ahogy elérik a tapintó zónát. A tapintó zóna is fel van osztva, minél pontosabban találja el a játékos a golyót, annál több pontot kap, ha nem találja el, nem kap érte pontot, és visszaesik a szorzó 1x-re. A zene bizonyos részein nem csak tapintani kell, hanem a képernyőn megjelenő nyilak irányába (előre-hátra, balra, jobbra) rázni a telefont. Az elért pontszámot a játék a zene végén feltölti, és össze lehet hasonlítani a többi játékossal.
Különlegesség a "Revenge Mode", amit a játékos 50 folyamatos (hiba nélküli) játék után érhet el, és amihez a telefont fizikailag meg kell rázni. Általában megváltozik a golyók színe és a háttérkép. Revenge Mode-ban 8-szoros a szorzó, innen is visszaeshet 1-szeresre egy hiba után.
Lehet többjátékos módot is választani, nem csak egyjátékost. Ebben az esetben a képernyő fel van osztva, és nincsen rázás, és nincs Revenge Mode. A játék 3-4 nehézségi szintet ajánl, a Tap Tap Revenge 1, 2-ben 4, kid, easy, medium, hard, a Tap Tap Revenge 3-ban pedig csak easy, medium és hard.

## Fejlesztés
2007. szeptember 11-én jelent meg a Tap Tap Revolution a Konima Dance Dance Revolution mintájára, a játékot Nate True fejlesztette. A játékosoknak muszáj volt feltörniük az telefonukat, hogy játszhassanak. 2008. július 8-án True bejelentette, hogy a játék meg fog jelenni az App Store-ban az induláskor a Tap Tap Revenge néven. Még azt is bejelentette, hogy az akkor indult Tapulous nevű cég megvásárolta a játék jogait, és felkérték True-t, hogy fejlesztőként belépjen a csapatba. A Tap Tap Revenge 2 megjelenése után a Tapulous megjelentette az eredeti játékot Tap Tap Revenge Classic néven.

## Tap Tap verziók

### Tap Tap Revolution
Gyakorlatilag ugyanaz, mint a Tap Tap Revenge, csak az előbbi kizárólag feltört készülékekre volt elérhető.

### Tap Tap Revenge
2008. július 11-én jelent meg az Apple App Store-ban iOS készülékekre. Mind egyjátékos, mind többjátékos módot is támogatja, és rengeteg zenét lehet letölteni rá. Ebben még nem volt hálózati többjátékos módra lehetőség.

### Tap Tap Dance
2008 decemberében a Tapulous megjelentetett egy olyan verziót a Tap Tap sorozatból, amiben csak Dance fajtájú zenék vannak.

### Nine Inch Nails Revenge
A Tapulous első kifejezetten bandára tervezett verziói ezzel kezdődött. 2008 októberében jelent meg, és 16 dalt tartalmazott a Ghost I-IV és a The Slip című albumokból.

### Christmas withWeezer
A harmadik Tap Tap játék a sorban, a Weezer nevű banda karácsonyi dalait tartalmazza. A Christmas Carols nevű albumon kívül még a Pork and Beans és a The Greatest Man that ever lived című dalokat is tartalmazza.

### Tap Tap Revenge 2
A Tap Tap Revenge 2 a második az alkalmazás fő vonalában, több újítással is rendelkezik, ilyen a hálózati többjátékos mód, az achievement rendszer. Rengeteg dal kapott saját sablont játék közben, így nem az alap sablont használják, ezekre a fájl nevében lévő "themed" szó figyelmeztet. 2010-ben a Tapulous lekapcsolta a TTR2 szervereit, hogy az újonnan megjelent Revenge 3-ra átszoktassák az embereket.

### Tap TapColdplay
2009. április 9-én jelent meg a Tapulous 4. prémium játéka. Ez az első prémium játék, ami saját user interface-et kapott. Egy május 28-ai update-ben 2 újabb dalt adtak a játékosoknak, így a dalok száma 13-ra emelkedett.

### Dave Matthews BandRevenge
A Dave Matthews Band Revenge-ben 10 új dalt lehet játszani plusz 2 új dalt az új albumukról.

### Lady GagaRevenge
A Lady Gaga Revenge-ben 14 dalt lehet játszani Lady Gaga-tól, ebben benne van 4 remix is. 2009. június 9-én jelent meg. A Tapulous felajánlott egy versenyt is, hogy aki nyer, élőben találkozhat Lady Gaga-val, ha akar. Fő újdonság, hogy fektetett módban 4 úton jönnek a golyók.

### Tap Tap Revenge 3
A Tap Tap Revenge 3 a legújabb verzió a fő programszálban. Legfőbb újítás a hálózati módban a fegyverek használata, mint például 2x sebesség, bomba, lassítás, képernyő feketítés. Eltűnt a Kids nehézségi szint, valamint minden dalnak van saját sablonja. Egy új frissítésben ezeket ki lehet kapcsolni, valamint a golyók sebességét át lehet állítani félszeres sebességre, vagy kétszeres sebességre is. Új user interface-t is kapott, és egy letöltőboltot, ahol való pénz mellett kreditekért lehet vásárolni fizetős zenéket. Saját avatarunkat is személyre szabhatjuk, ezt a játékbeli pénzünket rááldozva tudjuk megtenni. Az összes prémium alkalmazás zenéje importálható Revenge 3-ba és játszható is ott, valamint az elért pontok, és szintek is áttevődnek Revenge 3-ba. A Tap Tap Domination hallható az elindításkor.

### MetallicaRevenge
A Metallica Revenge a Tapulous 7. prémium Tap Tap játéka. A játék 10 dalt tesz elérhetővé, valamint egy Bluetooth többjátékos módot. Új fegyverek is hozzá lettek adva a játékhoz többjátékos módban. Fektetett módban már 5 sávban jöhetnek a golyók is, de lehet választani 4 sávos elrendezést is. A Master Puppets című dal részlete elindul betöltődéskor.

### Kings of LeonRevenge
A Kings of Leon Revenge a nyolcadik prémium játék a Tapulous Tap Tap sorozatában. Ugyan azok az újítások vannak benne, mint a Metallica Revenge-ben. Use Somebody hallható az elinduláskor.

### Justin BieberRevenge
A Justin Beiber Revenge a kilencedik prémium játék a Tap Tap sorozatban, ami 11 dalt tesz elérhetőbbé játékra Justin Beibertől. Új user interface-et kapott, és olyan extrákat, mint Beiber chatszoba, Justin Beiber képek. Az elindításkor a Baby (ft. Ludacris) hallható.

### NirvanaRevenge
A Nirvana Revenge a 10. prémium (nem ingyenes) játék a Tap Tap sorozatban. 13 dalt tartalmaz, mint például az In Bloom vagy a Rape Me. A sávok (ahol a golyó jönnek) olyanok, mintha egy gitár lenne (mint a Revenge 3 grafikai motorban). A Smells Like Teen Spirit hallható elinduláskor.

### NickelbackRevenge
A Nickelback Revenge a 11. prémium (fizetős) játék a Tap Tap sorozatban, 11 dalt tesz elérhetővé játékra. Legnagyobb újítás az, hogy a boss trackok (egy-egy kampány végén) fektetett helyzetben vannak. A Burn it to the Ground hallható induláskor.

### Katy PerryRevenge
A Katy Perry Revenge a 12. játék a sorozatban. Olyan dalok érhetőek le, mint a California Gurls vagy a Hot n Cold. A játék elején a Teenage Dream hallható.

### Linkin ParkRevenge
Ez a verzió a 13. és 10 dalt tartalmaz, ebből 4 a Linkin Park új albumából. A játék fektetett módban, és négy sávban játszható. Az indításkor a The Catalyst hallható.

### Lady GagaRevenge 2
A Lady Gaga Revenge 2 a tizennegyedik prémium játék a Tap Tap sorozatban a Tapuloustól. 10 dalt tartalmaz, ebből 7 a The Fame Mosterből. A játék 4 boss track-ot tartalmaz, ezeket fektetett módban, mindegyik saját sablonnal. A Teeth részlete hallható induláskor.

### Tap Tap Revenge 4
2010. december 20-án jelent meg, és legfőbb újítása, hogy az iPhone 5 hd felbontású grafikájához igazodik a játék. Ezen kívül megváltoztatták a felhasználói felületet is, de a játékmenet ugyan az maradt, kivéve, hogy hozzáadtak egy arcade játékmódot is. A játékbeli üzletből új előadók tölthetőek le, például Katy Perry, Far East Movement, Linkin Park, My Chemical Romance, Benny Benassi.

## Spin off-ok

### Riddim Ribbon featuring The Black Eyed Peas
A Tapulous első próbálkozása, hogy egy új sorozatot hozzon létre a Tap Tap mellett. Csak Tiesto, The Black Eyed peas, és Benny Benassi-tól vannak számok. Irányítása az iPhone gyorsulásmérőjével történik, a telefon balra döntésével a képernyőn lévő színes golyó balra mozdul. A cél az, hogy a golyó a sávon maradjon, és ne maradjon ki egy szürke golyó sem. A pályákon vannak kanyarok, ahol különböző remixek közül lehet választani.

### Riddim Ribbon Free featuring Like a G6
A Riddim Ribbon Free a második része az új RR szériának. Alap zene a Far East Movement-től a Like a G6. Játékmenete ugyan az, mint a Riddim Ribbon 1-nek, csak ebben vannak színes golyók is, ezeket összegyűjtve még több pontot szerezzen a játékos. Ha a golyógyűjtő tele lesz (akár magukkal a golyókkal, vagy elhibázott helyekkel) és a tele sorra még egy golyó kerül, akkor pontlevonást kapunk. Hasonlóan, mint a Revenge 3, itt is van egy játékbeli üzlet, ahol új dalokat lehet választani.

### Tap Tap Radiation
Az első, kifejezetten Apple iPad-ra kiadott Tap Tap játék, hasonlít a Revenge 3-hoz, de ebben nem sávokban érkeznek a golyók, hanem a képernyőn a folyamatosan mozgó körökbe. Főképp Pink, Lady Gaga és Ultra Records van, de letölthetőek más számok is.

## Fordítás
- Ez a szócikk részben vagy egészben  a   Tap Tap című angol Wikipédia-szócikk fordításán alapul.  Az eredeti cikk szerkesztőit annak laptörténete sorolja fel. Ez a jelzés csupán a megfogalmazás eredetét és a szerzői jogokat jelzi, nem szolgál a cikkben szereplő információk forrásmegjelöléseként.
- Ez a szócikk részben vagy egészben  a   Tap Tap Revenge című angol Wikipédia-szócikk fordításán alapul.  Az eredeti cikk szerkesztőit annak laptörténete sorolja fel. Ez a jelzés csupán a megfogalmazás eredetét és a szerzői jogokat jelzi, nem szolgál a cikkben szereplő információk forrásmegjelöléseként.
- Ez a szócikk részben vagy egészben  a   Tap Tap Revenge 2 című angol Wikipédia-szócikk fordításán alapul.  Az eredeti cikk szerkesztőit annak laptörténete sorolja fel. Ez a jelzés csupán a megfogalmazás eredetét és a szerzői jogokat jelzi, nem szolgál a cikkben szereplő információk forrásmegjelöléseként.
- Ez a szócikk részben vagy egészben  a   Tap Tap Revenge 3 című angol Wikipédia-szócikk fordításán alapul.  Az eredeti cikk szerkesztőit annak laptörténete sorolja fel. Ez a jelzés csupán a megfogalmazás eredetét és a szerzői jogokat jelzi, nem szolgál a cikkben szereplő információk forrásmegjelöléseként.
- Ez a szócikk részben vagy egészben  a   Riddim Ribbon feat. The Black Eyed Peas című angol Wikipédia-szócikk fordításán alapul.  Az eredeti cikk szerkesztőit annak laptörténete sorolja fel. Ez a jelzés csupán a megfogalmazás eredetét és a szerzői jogokat jelzi, nem szolgál a cikkben szereplő információk forrásmegjelöléseként.
- Ez a szócikk részben vagy egészben  a   Riddim Ribbon című angol Wikipédia-szócikk fordításán alapul.  Az eredeti cikk szerkesztőit annak laptörténete sorolja fel. Ez a jelzés csupán a megfogalmazás eredetét és a szerzői jogokat jelzi, nem szolgál a cikkben szereplő információk forrásmegjelöléseként.